# Handlarze kosmosem
Handlarze kosmosem (ang. The Space Merchants) – powieść fantastycznonaukowa duetu amerykańskich pisarzy Frederika Pohla i Cyrila M. Kornblutha, opublikowana w 1953. Polską edycję, w tłumaczeniu Małgorzaty Łukomskiej, wydała oficyna Solaris w 2000, aczkolwiek pierwsze polskie tłumaczenie Tadeusza Tarnowskiego ukazało się w 1986 jako tzw. klubówka, poza oficjalnym obiegiem wydawniczym.
W 1984 Pohl opublikował sequel powieści The Merchants' War. W 2011 redagując tekst do omnibusa American Science Fiction: Four Classic Novels 1953-1956 Pohl zrewidował treść, dodając współczesne odniesienia.

## Historia
Pohl zaczął tworzyć powieść o branży reklamowej w czasie służby wojskowej we Włoszech podczas II wojny światowej. Po wojnie w 1950 wrócił do pomysłu, zniszczył pierwotny tekst i zaczął go pisać od nowa. Potem pokazał materiały Cyrilowi M. Kornbluthowi, poznanemu w nowojorskiej Futurian Society, który dopisał część książki. Po wspólnym ukończeniu tekstu wysłali go wydawcy pisma „Galaxy Science Fiction”, H. L. Goldowi. Powieść pierwotnie została opublikowana w trzech częściach w połowie 1952 pod tytułem Gravy Planet, a następnie opublikowana w formie książkowej w 1953 przez nowo powstałe wydawnictwo Ballantine Books. 

## Odbiór
Powieść odniosła duży sukces, została opublikowana w 25 językach. Autorzy sprzedali prawa do ekranizacji za 50 000 dolarów, ale film nigdy nie powstał. Natomiast stacja CBS wyemitowała słuchowisko radiowe na podstawie powieści.
Napisana i wydana zanim ustanowiono prawie wszystkie współcześnie przyznawane nagrody w dziedzinie literatury science fiction (pierwszą nagrodę Hugo przyznano w 1953), przez wielu krytyków powieść Pohla i Kornblutha uznawana jest za jedną z najlepszych w dziejach s-f. W plebiscycie pisma „Locus” w 1975 została umieszczona na 24. miejscu wśród najlepszych powieści wszech czasów, wspólnie z Kronikami marsjańskimi Raya Bradbury’ego i Wojną światów Herberta George’a Wellsa. W studium o początkach science fiction New Maps of Hell (1960), pisarz Kingsley Amis twierdzi, że „pretenduje do miana najlepszej do tej pory powieści science-fiction” (has many claims to being the best science-fiction novel so far). Powieść znalazła się na 12. miejscu na liście 100 najlepszych powieści science fiction wg wydawcy Davida Pringle'a, który napisał o niej: „Błyskotliwie drobiazgowa satyra i ekscytująca narracja: przyjemność mimo ponurego tematu” (Brilliantly detailed satire and exciting narrative: a joy, despite its grim theme).
Książka jest cytowana przez Oxford English Dictionary jako pierwsze zarejestrowane źródło kilku nowych słów, m.in. „soyaburger” (sojaburger), „moon suit”, „tri-di” (grafika 3D), „R and D” (prace badawczo-rozwojowe), „sucker-trap” (sklep dla łatwowiernych turystów), muzak.

## Fabuła
W odległej przyszłości Stany Zjednoczone są kontrolowane przez konkurencyjne agencje reklamowe, Fowler Schocken Associates i BJ Taunton. Miasta są tak przepełnione, że ludzie wynajmują miejsca do spania na klatkach schodowych, woda jest cennym towarem, a żywność to sztuczne substytuty produktów naturalnych. Mitchell Courtenay jest wyższej rangi pracownikiem Fowler Schocken Associates, prowadzi wygodne życie i wierzy w bogów reklamy i sprzedaży. Jednak kiedy zostaje postawiony na czele projektu, który ma zaoferować kolonistom osiedlenie się na śmiertelnie niegościnnej Wenus, jego wygodna egzystencja zaczyna się sypać. Courtenay zostaje porwany, pozbawiony tożsamości i wysłany do obozu pracy, gdzie poznaje życie tych, którymi do tej pory sterował.